# François Tujague
François Tujague, né en 1836 à Fréchède et mort le 27 septembre 1896, était un écrivain français.
Il émigra enfant en Louisiane, en 1841, et se tourna tout d'abord vers le commerce. Il fut président de l’Union Française et vice-président de l’Athénée Louisianais (en), une des grandes personnalités de La Nouvelle-Orléans, et un grand défenseur du français en Louisiane. Il publia de nombreux récits et poèmes dans la plupart des journaux de La Nouvelle-Orléans, et y mourut en 1896.